# Cometa Donati
C/1858 L1 (Donati), también designado 1858 VI y comúnmente como Cometa Donati, es un cometa descubierto por el astrónomo Italiano Giovanni Battista Donati quien lo observó por primera vez el 2 de junio de 1858. El cometa está considerado como cometa no periódico. Después del Gran Cometa de 1811 fue el cometa más brillante que apareció en el siglo XIX. También fue el primer cometa fotografiado.
La fecha de su máxima aproximación a la Tierra fue el 10 de octubre de 1858 y desarrolló una prominente cola de polvo de 60° de extensión y curvada más dos colas de iones más pequeñas.

## Órbita
Cálculos recientes indican que presenta una órbita elíptica con una alta excentricidad de 0,9962 y un periodo orbital estimado de 1922 años. Se espera su próximo perihelio para el año 3759 y pase a 0,8442 UA de la Tierra.

## Historia Observacional
Tan pronto como el cometa fue visible a simple vista tuvieron lugar los primeros intentos de fotografiar este tipo de objetos. Se tiene noticia de dos fotografías tempranas, las primeras realizadas a un cometa, y ambas utilizando la técnica del colodión húmedo. La primera de ellas, que no se conserva, tomada el 27 de septiembre de 1858 por el fotógrafo inglés William Usherwood con una exposición de entre 7 y 9 segundos y una cámara fija, lo que restaba nitidez a la fotografía, pero en la que se apreciaba el núcleo y la coma del cometa. La segunda fue tomada al día siguiente por el astrónomo George Phillips Bond con el Gran refractor de 15 pulgadas del Observatorio del Harvard College en la que tras una exposición de 6 minutos alcanzó a retratar únicamente el núcleo del cometa pudiendo medir un diámetro del mismo de 15 segundos de arco. Estas serían las únicas fotografías de un cometa hasta las realizadas al cometa C/1881 K1 (Tebbutt) en 1881.